# Gerla

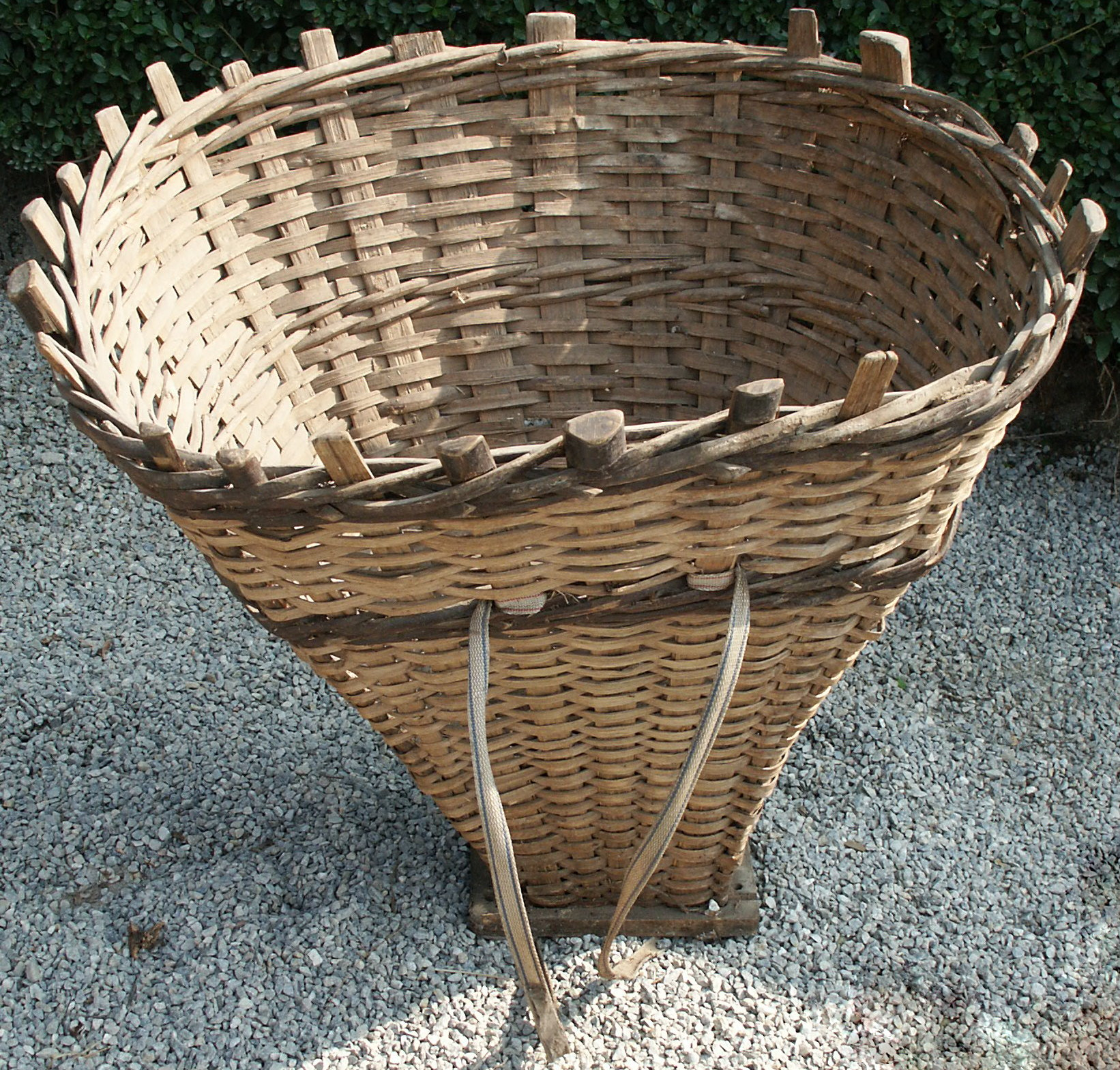
Gerla con le cinghie di corda

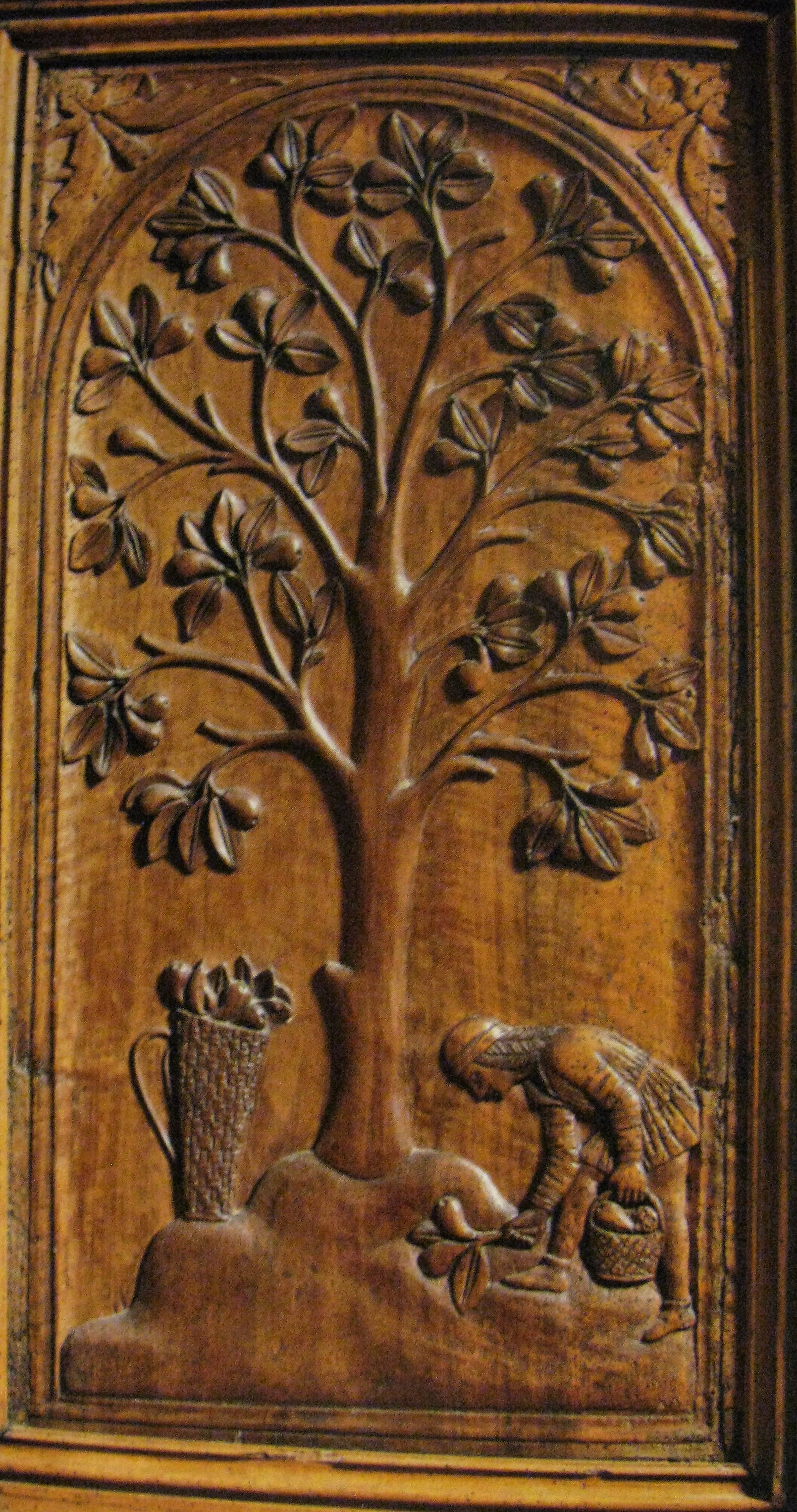
Giovanni Pietro e Giovanni Ambrogio De Donati, a fianco dell'albero gerla medievale, stallo del coro, 1484, chiesa di San Francesco, Pavia

La gerla (in latino detta cista cibaria, usata per trasportare cibo) è una cesta in legno, vimini o viburno intrecciati a forma di tronco di cono rovesciato, aperta in alto, munita di due cinghie, fettucce o spallacci di fusti di nocciolo per poter essere portata sulle spalle, usata per trasportare materiali vari.

## Tipi di gerle

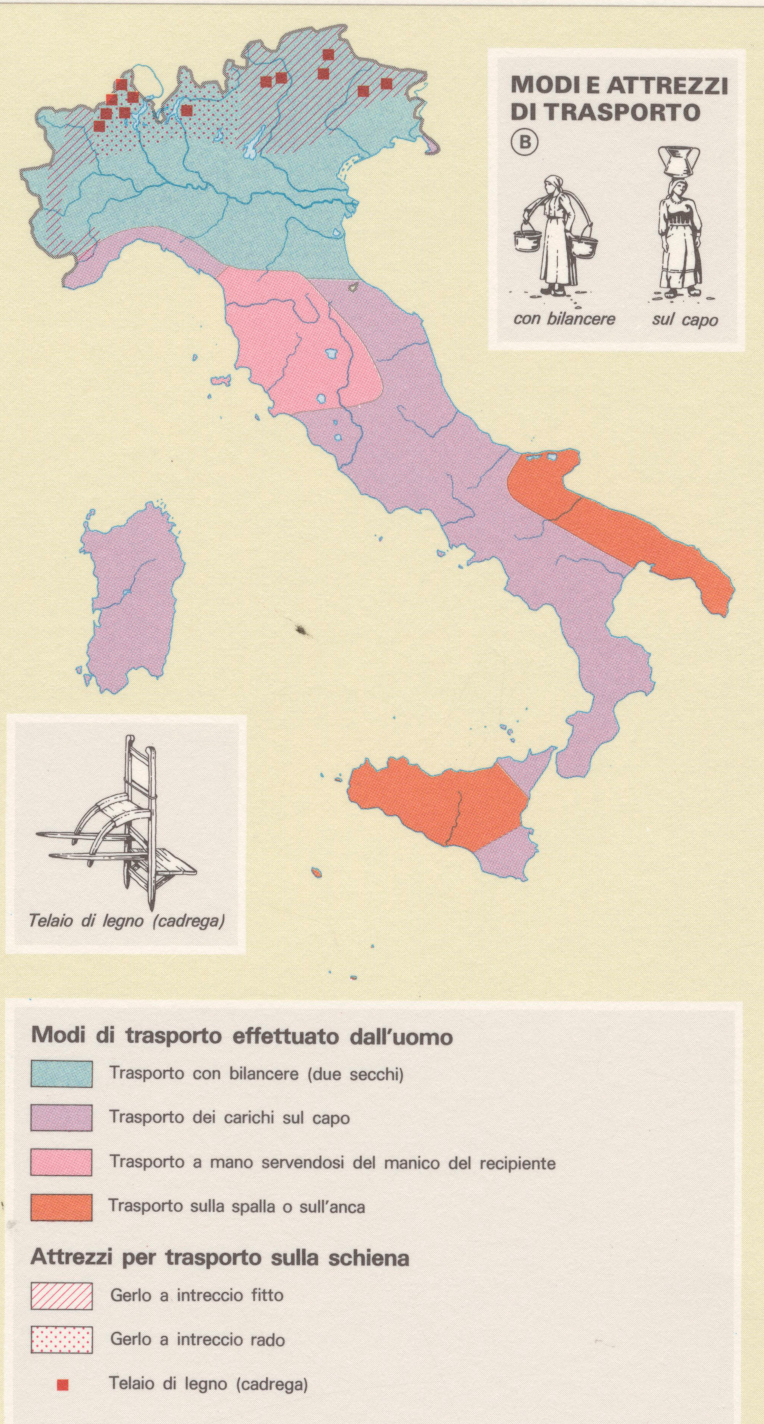
Modi e attrezzi tradizionali per il trasporto di merci effettuato dall'essere umano in Italia.

In Val Camonica si distinguono due tipologie di gerle:
- Gerla ad intreccio rado: utilizzata per il trasporto di pesi leggeri (es. fieno);[2]
- Gerla ad intreccio fitto: utilizzata per il trasporto di materiale pesante (es. patate, letame, strame, ecc.);[3]

In provincia di Sondrio, più specificatamente in Valtellina, si pensa abbia avuto origine la costruzione delle gerle, proprio lì dove sui pendii ripidi dei terrazzamenti la gerla era l'unico mezzo di trasporto possibile, 
usata per portare i sassi per la costruzione dei tipici muretti a secco dei terrazzamenti, la terra per riempire i terrazzamenti in costruzione per le future vigne, e veniva impiegata anche per il trasporto di letame, legna e qualsiasi altra cosa che necessitava di un attrezzo robusto per esser trasportata.
Un'altra variante Valtellinese della gerla classica era "il campac"; quest'ultimo, a differenza della gerla, era più alto e aveva le trame molto larghe, e veniva usato quasi esclusivamente per il trasporto di erba, fieno e foglie.
Nel Cusio, nell'Ossola e in Valsesia si trovano la scivìara (Ossola), sciuèra (Cusio) e ciuera (Valsesia): gerla a intreccio fitto, usata principalmente dalle donne per portare fieno, letame, ortaggi, fatta di nocciolo o castagno, e il  scivirùn (Ossola), sciurvël (Cusio) e cappia (Valsesia): gerla a intreccio rado, usato per erba, fogliame o oggetti ingombranti e fatta di betulla.
In Carnia si ha il zèi (pronuncia locale: gei) per il trasporto di fieno, legna, formaggio, ecc. (nella prima guerra mondiale veniva usata per portare le munizioni). Assieme al zèi si usava il màmul o musse, una sorta di treppiede in legno su cui si poggiava la gerla per poterla caricare senza bisogno d'aiuto.
In Val Degano se ne conoscono di diversi tipi e sottotipi, variabili in base alla statura e alla corporatura del portatore: la gerla della spesa (géi da spéso o gèi da fiést), di piccole dimensioni; la gerla da legname (géi da légnos), di dimensioni intermedie, usata anche per il trasporto del letame; la gerla bastarda (géi bastàrt) usata a Sigilletto per il trasporto dell'erba e del fieno; la gerla da foraggio (gèi da iérbo).
In Lombardia e in Piemonte si usava la brenta, una gerla speciale (in metallo) usata nella vendemmia per trasportare l'uva e poi per il trasporto del vino. Per estensione il termine brenta era una unità di misura di volume (1 brenta = 75,55 litri).